# Staubfreimachung

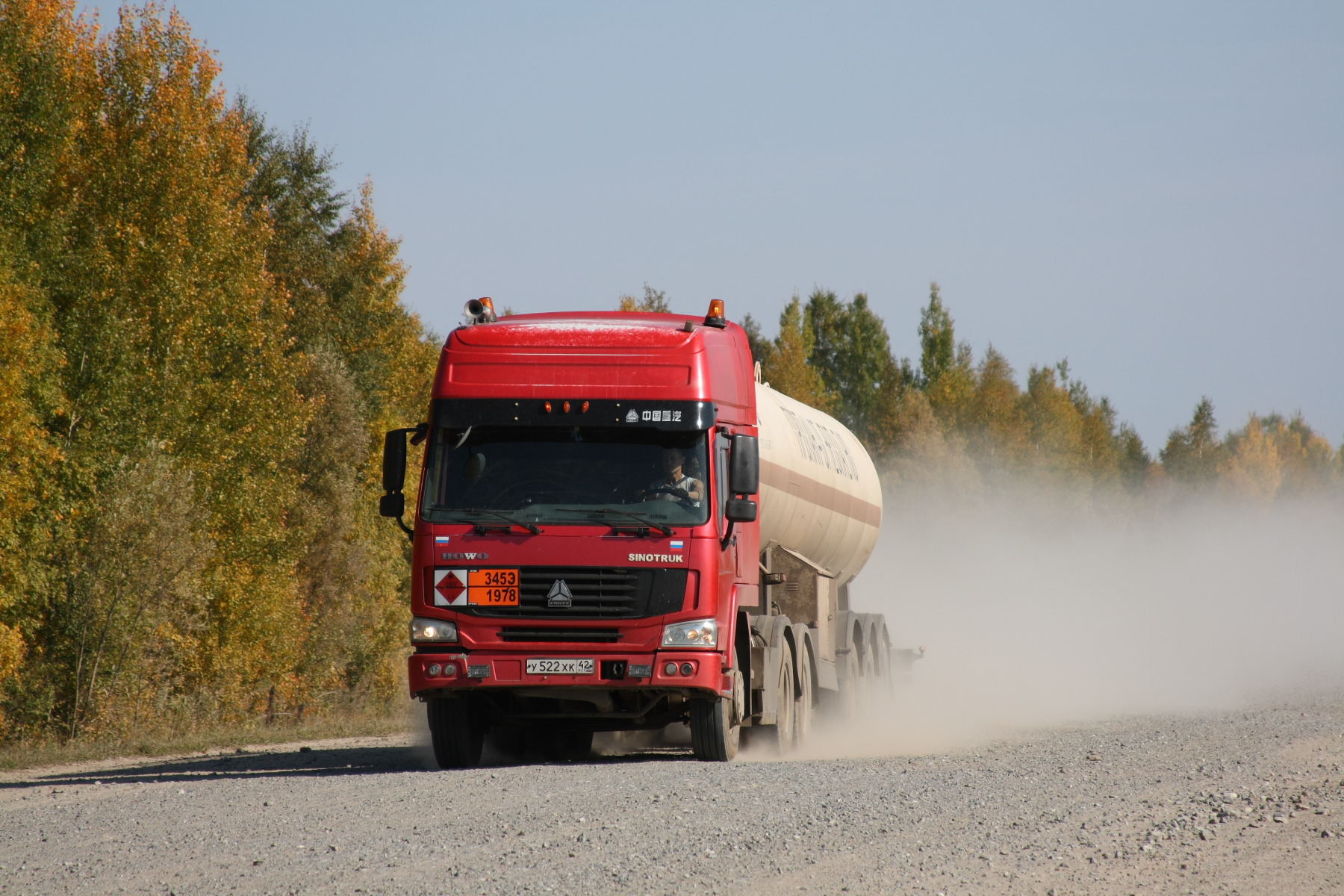
Staubwolkenbildung auf einer unbefestigten Straße

Unter Staubfreimachung versteht man im Straßenbau Maßnahmen zur Beseitigung der Staubentwicklung bei ungebundenen Straßen und Wegen. Die Maßnahmen beschränken sich dabei weitestgehend auf die Behandlung der Straßenoberfläche.

## Ausgangslage
Der Begriff entstand in der Anfangszeit des modernen Straßenbaus, als sandgeschlämmte Schotterstraßen sowohl in der Stadt als auch auf dem Land die Regel waren (etwa ab Mitte des 19. Jahrhunderts in Europa). Diese so genannte Makadam-Bauweise war zwar einfach und kostengünstig herzustellen, brachte aber auch unter anderem den Nachteil der lästigen Staubentwicklung mit sich. Mit dem Aufkommen des motorisierten Verkehrs trat sogar noch eine Verschlimmerung des Problems ein, da aufgrund der höheren Fahrgeschwindigkeiten und der damit verbundenen Sogwirkung unterhalb des Fahrzeuges noch mehr Staub aufgewirbelt wurde. Dies führte sowohl zu einer massiven Belästigung der Passanten als auch zu einer Ausmagerung des Makadam-Belages. Man entschied sich daher, die Straßen (möglichst) staubfrei zu machen.

## Maßnahmen

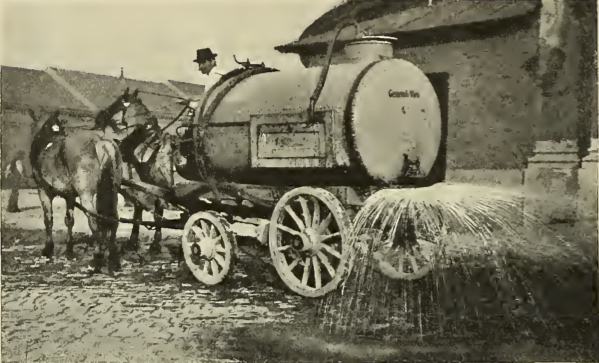
Sprengwagen bei der Befeuchtung einer Straße (um 1905)

Eine altbekannte Maßnahme zur Bekämpfung des Straßenstaubes war das Befeuchten der Straßen- oder Wegeoberfläche. Mit Hilfe eines Sprengwagens wurde Wasser großflächig aufgebracht und somit die feinen Staubkörner für kurze Zeit gebunden. Diese Art der Staubbekämpfung zeigte sich allerdings nicht besonders dauerhaft. So wurde beispielsweise berichtet, dass die Straße von London nach Bath im Sommer täglich bewässert werden musste. Die Wirkung konnte verbessert werden, indem man dem Wasser hygroskopische Salze (beispielsweise Antistaubit) beigab, die eine Krustenbildung an der Straßenoberfläche herbeiführten.

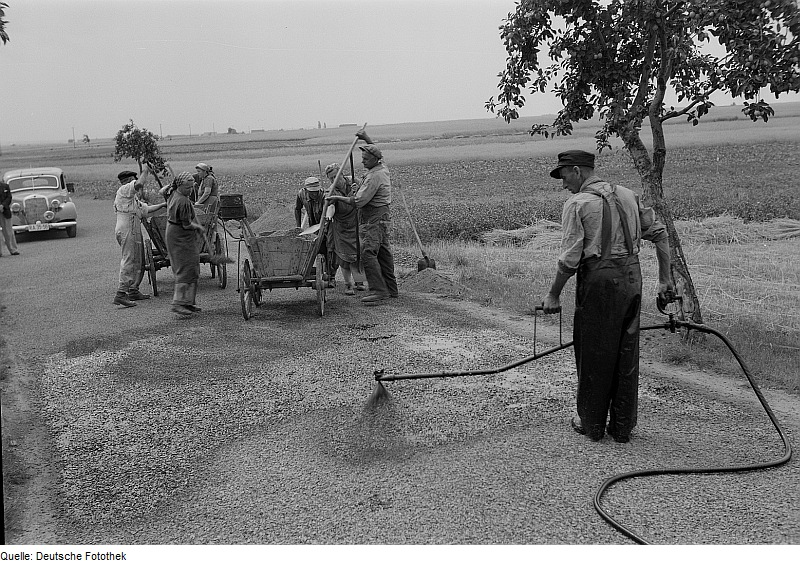
Aufsprühen eines Bindemittels auf eine Schotterstraße (1945)

In mehreren Städten Europas hatte man kurz nach Einführung der Makadam-Bauweise bereits verschiedene Versuche zur Bindung des Staubes unternommen. Der Durchbruch gelang jedoch erst nach der Jahrhundertwende. Der Schweizer Arzt Ernest Guglielminetti gründete 1901 die „Liga gegen den Staub“ (französisch Ligue contre la poussière) und stellte ebenfalls Versuche mit staubbindenden Mitteln an. Sein Augenmerk galt dabei insbesondere der Vermeidung gesundheitlicher Schäden. Man war der Ansicht, dass durch die Staubaufwirbelung die Verbreitung von Krankheiten, wie etwa Tuberkulose, begünstigt wird. 1902 verwendete er zu diesem Zweck zähflüssigen Teer, ein billiges und leicht verfügbares Abfallprodukt bei der Gasherstellung aus Steinkohle, und verstrich diesen auf einer Schotterstraße in Monte Carlo. Die auf diese Weise befestigte Straße konnte den Belastungen aus Verkehr und Witterung deutlich besser widerstehen und ließ keinerlei Staubentwicklung zu. Die Oberflächenteerung fand daraufhin schnell Verbreitung und wurde zur Befestigung vieler Innerorts- und Außerortsstraßen in Europa angewendet. In der Folge kam es auch zu Weiterentwicklungen, wie die Destillation des Teeres zu höherwertigem Straßenteer und die vollständige Tränkung der Schotterstraße (so genannter Tränkmakadam).

## Weitere Entwicklungen
Insbesondere nach dem Zweiten Weltkrieg wurde in Europa die Staubfreimachung mittels Aufsprühen, Aufstreichen oder Tränken von bituminösen Bindemitteln verstärkt vorangetrieben. Es wurden sogar eigens Staubfreimachungsprogramme aufgestellt, um die Fernstraßen möglichst rasch in einen besseren Zustand zu bringen. So besaß beispielsweise bis zum Jahre 1960 der größte Teil der westdeutschen Bundesstraßen eine bituminöse Abdeckung.
Aufgrund ständig steigender Fahrzeugzahlen und der gleichzeitigen Zunahme der Achslasten zeigte sich jedoch recht bald, dass selbst oberflächig gebundene Straßen auf Dauer den Belastungen nicht standhalten konnten und die Staubfreimachung mit ihrer Oberflächenbehandlung nur eine Zwischenausbaustufe darstellt. Um den Anforderungen des modernen Straßenverkehrs gerecht zu werden, wurden deshalb in der Folgezeit äußerst tragfähige und dauerhafte Asphaltbauweisen entwickelt und schließlich die Maßnahmen zur Staubfreimachung gänzlich aufgegeben.